# Martin Koukal
Martin Koukal (Nové Město na Moravě, 25 september 1978) is een Tsjechische langlaufer. Hij vertegenwoordigde zijn vaderland op vier achtereenvolgende Olympische Winterspelen; Nagano 1998, Salt Lake City 2002, Turijn 2006 en Vancouver 2010.

## Resultaten

### Olympische Spelen
| Jaar | Plaats         | Resultaten |
| ---- | -------------- | --- |
| 1998 | Nagano         | 35e 10 km (klassieke stijl) 37e 15 km achtervolging 15e 4x10 km estafette                                                     |
| 2002 | Salt Lake City | 10e Sprint (vrije stijl) 20e 30 km (vrije stijl) 44e 20 km achtervolging 7e 4x10 km estafette                                 |
| 2006 | Turijn         | 7e 50 km (vrije stijl) 15e Sprint (vrije stijl) 21e 30 km achtervolging 9e 4x10 km estafette 10e Teamsprint (klassieke stijl) |
| 2010 | Vancouver      | 18e 15 km (vrije stijl) · DNF 30 km achtervolging · 4x10 km estafette · 6e Teamsprint (vrije stijl)                           |

### Wereldkampioenschappen
| Jaar | Plaats        | Resultaten                                                                                           |
| ---- | ------------- | --- |
| 1997 | Trondheim     | 27e 30 km (vrije stijl) 37e 25 km achtervolging 79e 10 km (klassieke stijl)                          |
| 1999 | Ramsau        | 22e 30 km (vrije stijl) 23e 25 km achtervolging 46e 10 km (klassieke stijl)                          |
| 2001 | Lahti         | 14e Sprint (vrije stijl) 37e 20 km achtervolging 38e 50 km (vrije stijl) 51e 15 km (klassieke stijl) |
| 2003 | Val di Fiemme | 50 km (vrije stijl) · 5e Sprint (vrije stijl) · 6e 20 km achtervolging · 7e 4x10 km estafette        |
| 2005 | Oberstdorf    | 27e 30 km achtervolging · 52e 15 km (vrije stijl) · Teamsprint (vrije stijl) · 8e 4x10 km estafette  |
| 2007 | Sapporo       | 21e 50 km (klassieke stijl) 26e 15 km (vrije stijl) DNF 30 km achtervolging 8e 4x10 km estafette     |
| 2009 | Liberec       | 7e 50 km (vrije stijl) 9e 30 km achtervolging 11e 4x10 km estafette                                  |

### Wereldbeker

#### Eindklasseringen
| Seizoen   | Plaats | Punten |
| --------- | ------ | ------ |
| 1996/1997 | 94e    | 4      |
| 1998/1999 | 31e    | 87     |
| 1999/2000 | 50e    | 90     |
| 2000/2001 | 52e    | 83     |
| 2001/2002 | 41e    | 124    |
| 2002/2003 | 23e    | 217    |
| 2003/2004 | 48e    | 116    |
| 2004/2005 | 59e    | 72     |
| 2005/2006 | 86e    | 47     |
| 2006/2007 | 42e    | 124    |
| 2007/2008 | 33e    | 230    |
| 2008/2009 | 45e    | 168    |